# Sibapipunga beckeri
Sibapipunga beckeri là một loài bọ cánh cứng trong họ Cerambycidae.